# Archeologia marittima

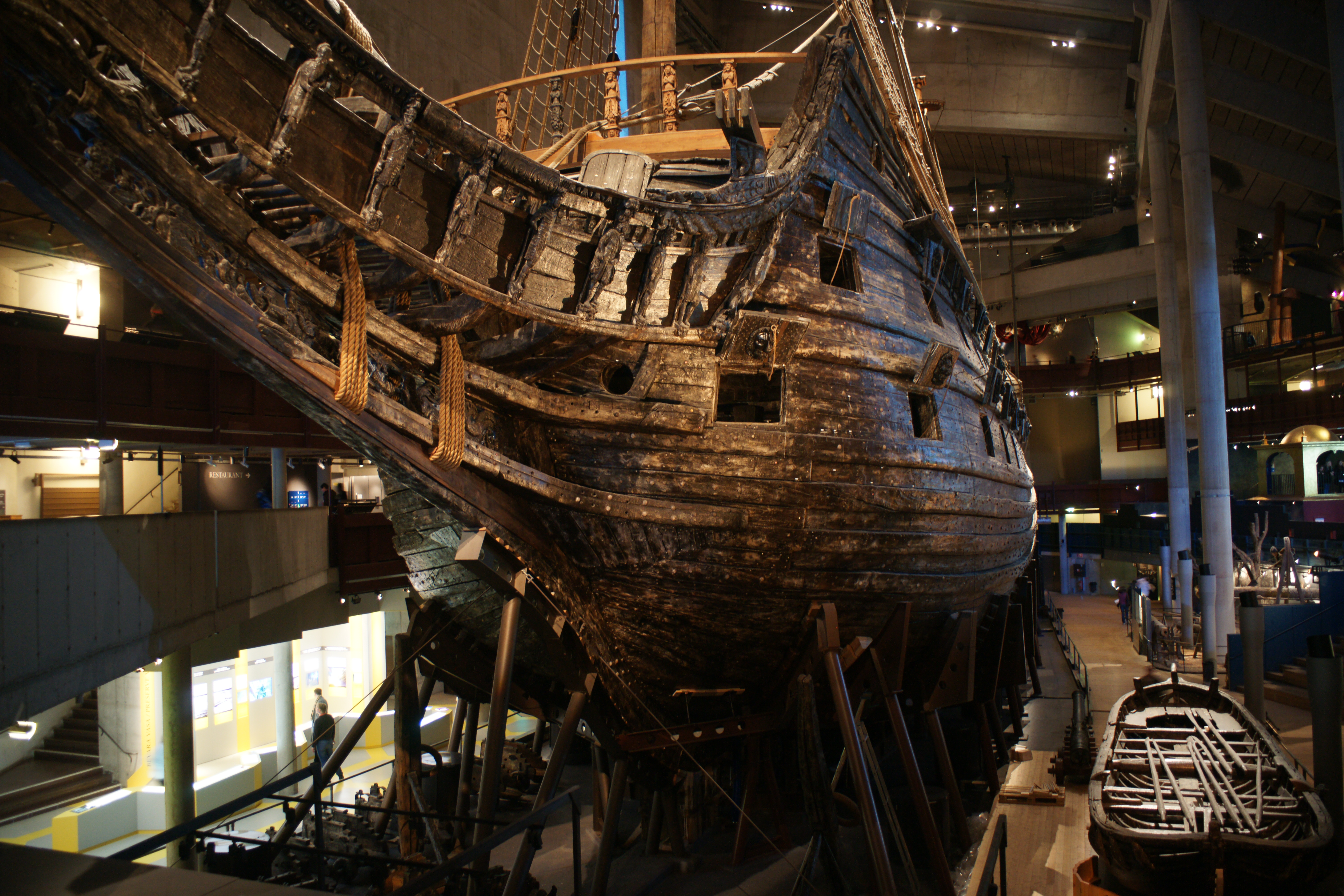
Il galeone svedese Vasa, esposto nel museo che gli è stato dedicato in Svezia.

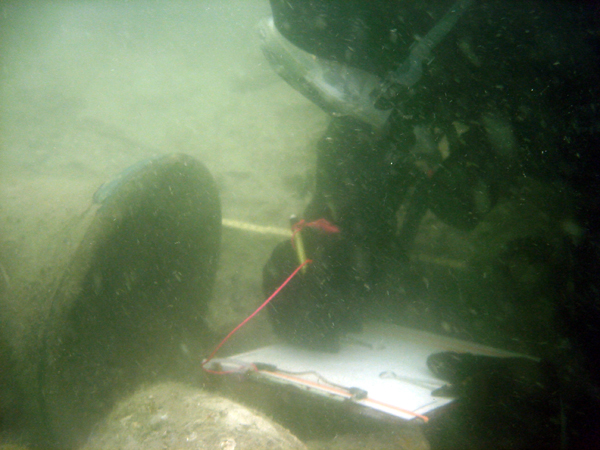
Un archeologo marittimo che lavora con LAMP (Lighthouse Archeological Maritime Program) documenta la campana di una grande nave in bronzo della fine del XVIII secolo "Storm Wreck", un veliero coloniale perduto al largo di St. Augustine, in Florida.

L'archeologia marittima o archeologia marina, è una disciplina all'interno delle scienze archeologiche che si occupa dello studio del rapporto tra l'uomo e il mare, i laghi e i fiumi, attraverso l'analisi dei resti di navi, attrezzature costiere, strutture portuali, carichi sommersi, resti umani o paesaggi sommersi.
Fa parte dell'archeologia marittima l'archeologia navale, che si occupa dello studio dei processi storici nella costruzione delle imbarcazioni, e l'archeologia subacquea, che è la tecnica al servizio dell'archeologia marittima quando questa è rivolta all'indagine di siti subacquei, quali i relitti di navi o i porti sommersi.
Come l'archeologia nel suo complesso, anche l'archeologia marina può indirizzarsi alle epoche preistoriche, storiche o industriali.
I siti archeologici marittimi sono spesso il risultato di naufragi o talvolta di attività sismica, e rappresentano quindi un momento nel tempo piuttosto che una lenta deposizione di materiale accumulato nel corso degli anni, come nel caso delle strutture legate ai porti (come moli, banchine, banchine e moli) dove gli oggetti vengono persi o gettati dalle strutture per lunghi periodi di tempo. Questo fatto ha portato i naufragi a essere spesso descritti nei media e nei resoconti popolari come "capsule del tempo".
Il materiale archeologico in mare o in altri ambienti sottomarini è tipicamente soggetto a fattori diversi rispetto ai manufatti sulla terraferma. Tuttavia, come nel caso dell’archeologia terrestre, ciò che sopravvive per essere indagato dagli archeologi moderni può spesso essere una piccola frazione del materiale originariamente depositato. Una caratteristica dell'archeologia marittima è che, nonostante tutto il materiale perduto, esistono occasionalmente rari esempi di sopravvivenza sostanziale, da cui si può imparare molto, a causa delle difficoltà spesso incontrate nell'accesso ai siti.
Alcuni esponenti della comunità archeologica vedono l'archeologia marittima come una disciplina separata con le proprie preoccupazioni (come i naufragi) e che richiede le competenze specialistiche dell'archeologo subacqueo. Altri apprezzano un approccio integrato, sottolineando che l’attività nautica ha legami economici e sociali con le comunità sulla terraferma e che l’archeologia è tale indipendentemente da dove viene condotto lo studio. Tutto ciò che serve è la padronanza delle competenze specifiche dell'ambiente in cui si svolge il lavoro.

## Integrazione di terra e mare

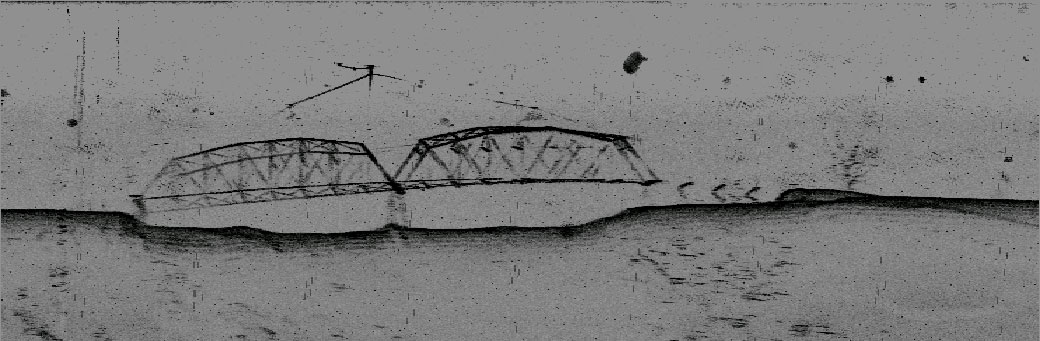
Ponte sommerso sotto il lago Murray, nella Carolina del Sud, a 49 m di acqua dolce, osservato su immagini sonar a scansione laterale utilizzando un sistema Side Imaging Humminbird 981c.

Prima dell’era industriale, viaggiare via acqua era spesso più facile che via terra. Di conseguenza, canali marini, fiumi navigabili e attraversamenti marittimi formavano le rotte commerciali di civiltà antiche e storiche. Ad esempio, il Mar Mediterraneo era noto ai romani come mare interno perché l’impero romano si estendeva attorno alle sue coste. La documentazione storica, così come i resti di porti, navi e carichi, testimoniano il volume dei commerci che lo attraversavano. Successivamente, nazioni con una forte cultura marittima come il Regno Unito, i Paesi Bassi, la Danimarca, il Portogallo e la Spagna furono in grado di stabilire colonie in altri continenti. Le guerre venivano combattute in mare per il controllo di importanti risorse. I resti culturali materiali scoperti dagli archeologi marittimi lungo le antiche rotte commerciali possono essere combinati con documenti storici e resti culturali materiali rinvenuti sulla terraferma per comprendere l'ambiente economico, sociale e politico del passato. In epoca moderna gli archeologi marittimi hanno esaminato i resti culturali sommersi di Cina, India, Corea e altre nazioni asiatiche.

## Conservazione del materiale subacqueo

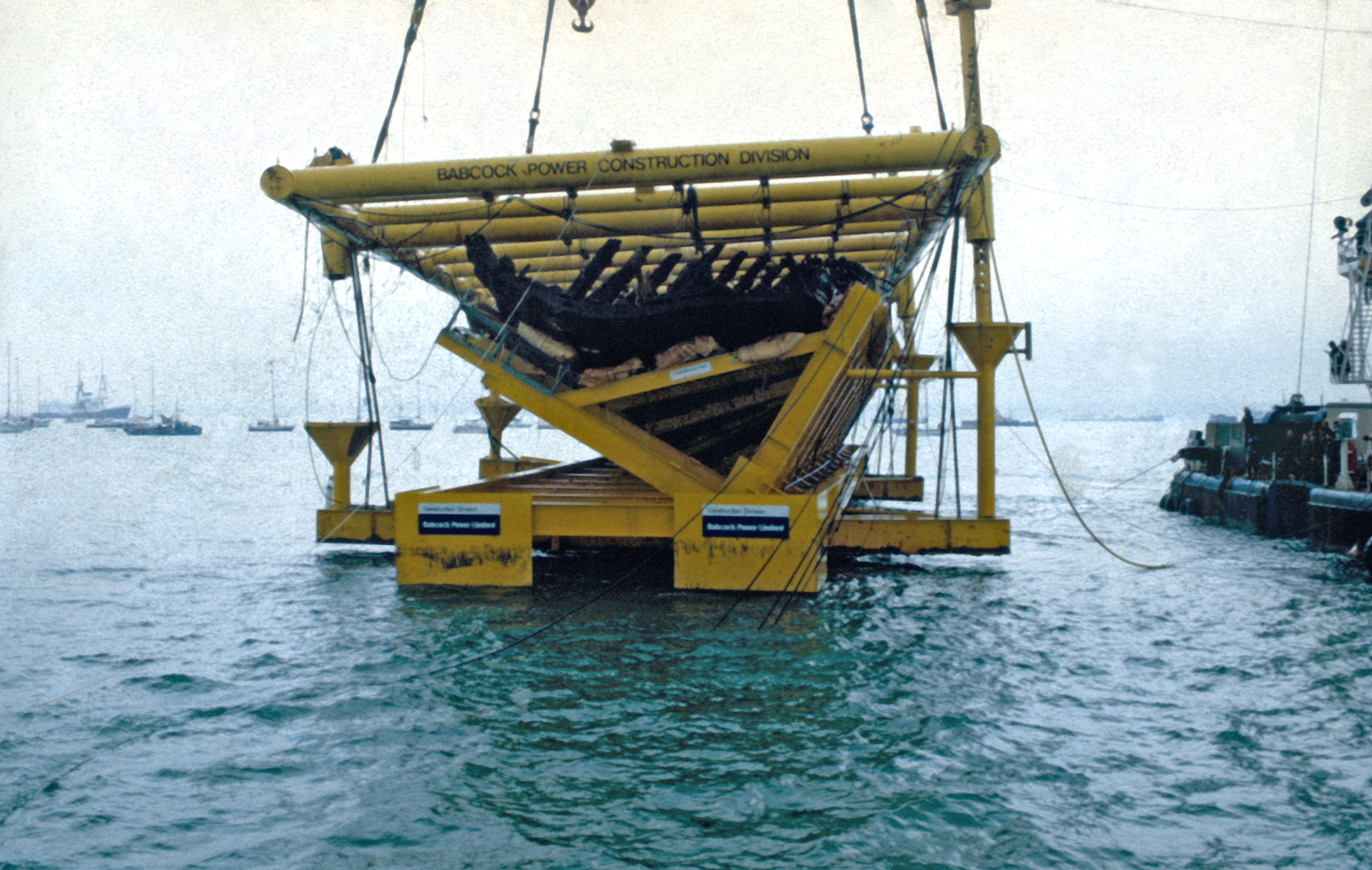
Le fasi finali del salvataggio della Mary Rose l'11 ottobre 1982.

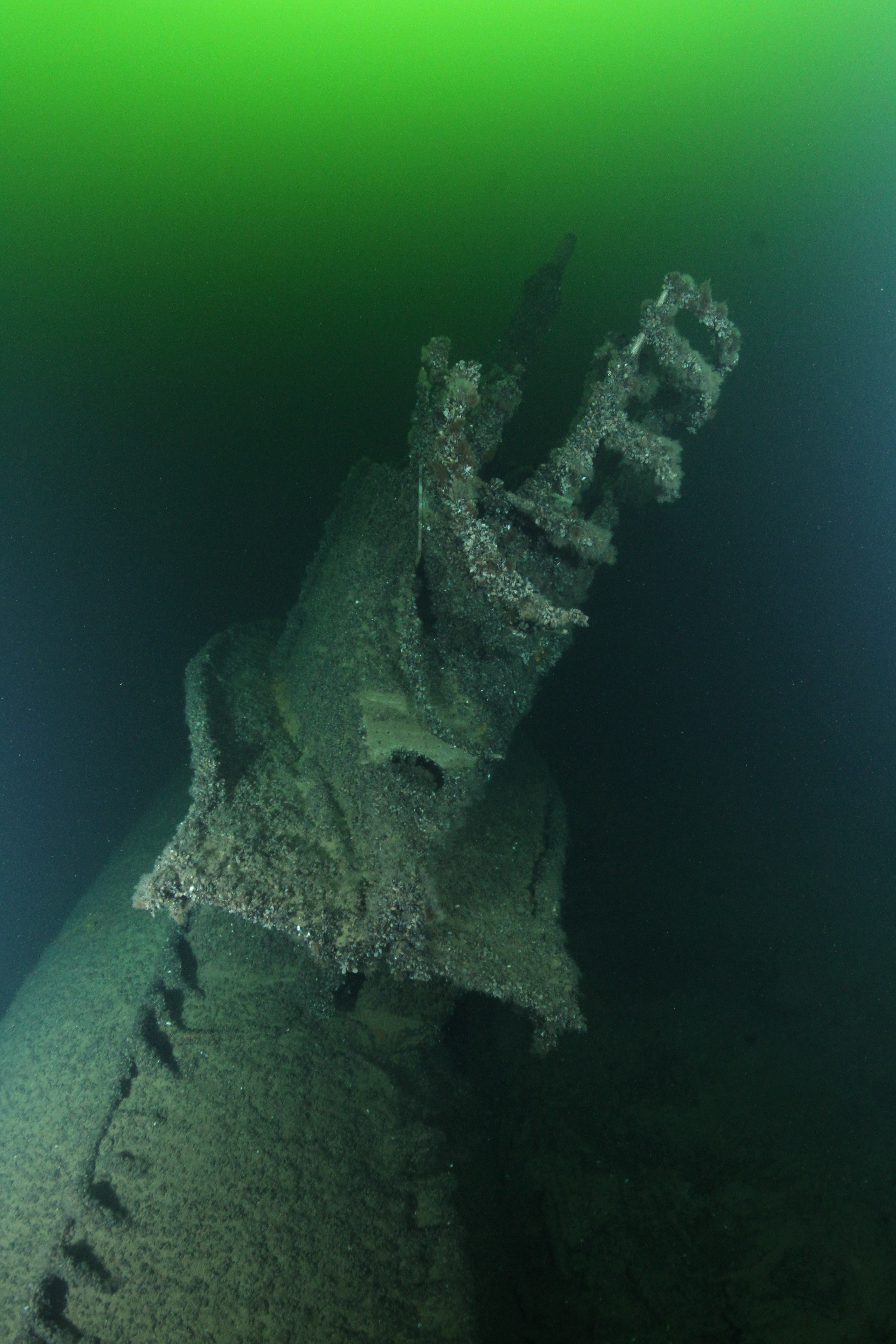
Il relitto del sottomarino russo Akula è stato ritrovato nel 2014 vicino a Hiiumaa, in Estonia.

Esistono differenze significative nella sopravvivenza del materiale archeologico a seconda che un sito sia umido o asciutto, dalla natura dell'ambiente chimico, dalla presenza di organismi biologici e dalle forze dinamiche presenti. Pertanto le coste rocciose, soprattutto in acque poco profonde, sono tipicamente ostili alla sopravvivenza dei manufatti, che possono essere dispersi, frantumati o rovinati dall'effetto delle correnti e delle onde, lasciando a volte un modello di artefatto ma poca o nessuna struttura di relitto.
L'acqua salata è particolarmente ostile ai manufatti in ferro, compresi i relitti di navi in metallo, e gli organismi marini consumeranno facilmente materiale organico come i relitti di navi in legno. D'altra parte, tra tutte le migliaia di potenziali siti archeologici distrutti o gravemente erosi da tali processi naturali, occasionalmente i siti sopravvivono con un'eccezionale conservazione di una relativa raccolta di manufatti. Un esempio di tale collezione è la Mary Rose. La sopravvivenza in questo caso è in gran parte dovuta al fatto che i resti furono sepolti nei sedimenti
Dei molti esempi in cui il fondale marino fornisce un ambiente estremamente ostile per le prove sommerse della storia, uno dei più notevoli, l'RMS Titanic, sebbene sia un relitto relativamente giovane e in acque profonde così "affamate" di calcio che non si verifica concrezione, appare forte e relativamente intatto, anche se le indicazioni mostrano che ha già subito un degrado irreversibile del suo scafo in acciaio e ferro. Poiché tale degrado inevitabilmente continua, i dati andranno persi per sempre, il contesto degli oggetti verrà distrutto e la maggior parte del relitto si deteriorerà completamente nel corso dei secoli sul fondo dell'Oceano Atlantico. Prove comparative mostrano che tutte le navi in ferro e acciaio, specialmente quelle in un ambiente altamente ossigenato, continuano a degradarsi e continueranno a farlo finché solo i loro motori e altri macchinari non sporgeranno molto al di sopra del fondo del mare. Dove rimane anche dopo il passare del tempo, lo scafo in ferro o acciaio è spesso fragile e non rimane metallo all'interno dello strato di concrezione e dei prodotti della corrosione. La USS Monitor, ritrovata negli anni '70, è stata sottoposta ad un programma di tentativo di conservazione in situ, per esempio, ma il deterioramento della nave è progredito a un ritmo tale che è stato intrapreso il salvataggio della sua torretta per timore che nulla venisse salvato da il relitto.
Alcuni relitti, perduti a causa di ostacoli naturali alla navigazione, rischiano di essere distrutti da relitti successivi affondati per lo stesso motivo, o vengono deliberatamente distrutti perché rappresentano un pericolo per la navigazione. Anche in acque profonde, attività commerciali come le operazioni di posa di condotte e la pesca a strascico d’altura possono mettere a rischio un relitto. Uno di questi è il relitto del Mardi Gras, affondato nel Golfo del Messico a 4.000 piedi (1.200 m) di profondità. Il relitto giaceva dimenticato sul fondo del mare finché non fu scoperto nel 2002 da una squadra di ispezione di un giacimento petrolifero che lavorava per la Okeanos Gas Gathering Company (OGGC). Le grandi condutture possono schiacciare i siti e rendere inaccessibili alcuni dei loro resti poiché il tubo viene fatto cadere dalla superficie dell'oceano al substrato migliaia di metri più in basso. Le reti da traino impigliano e strappano le sovrastrutture e separano i manufatti dal loro contesto.
I relitti e gli altri siti archeologici che sono stati preservati sono generalmente sopravvissuti perché la natura dinamica del fondale marino può far sì che i manufatti vengano rapidamente sepolti nei sedimenti. Questi sedimenti forniscono quindi un ambiente anaerobico che protegge da ulteriore degrado. Gli ambienti umidi, sia terrestri sotto forma di torbiere e pozzi, sia sott'acqua, sono particolarmente importanti per la sopravvivenza di materiale organico, come legno, cuoio, tessuto e corno. Anche il freddo e l'assenza di luce aiutano la sopravvivenza dei manufatti, perché c'è poca energia disponibile sia per l'attività organica che per le reazioni chimiche. L'acqua salata fornisce una maggiore attività organica rispetto all'acqua dolce e, in particolare, il teredine, Teredo navalis, vive solo in acqua salata, quindi alcuni dei migliori sistemi di conservazione in assenza di sedimenti sono stati trovati nelle fredde e scure acque dei Grandi Laghi, nel Nord America e nel Mar Baltico (a bassa salinità) (dove Vasa era conservato).
Mentre la superficie terrestre viene continuamente riutilizzata dalle società, il fondale marino era in gran parte inaccessibile fino all’avvento dei sottomarini, delle attrezzature subacquee e dei veicoli sottomarini telecomandati (ROV) nel XX secolo. Gli addetti al recupero hanno operato in tempi molto precedenti, ma gran parte del materiale era fuori dalla portata di chiunque. Così Mary Rose fu oggetto di recupero a partire dal XVI secolo e successivamente, e una grandissima quantità di materiale, sepolto nei sedimenti, rimase da trovare agli archeologi marittimi del XX secolo.
Sebbene la conservazione in situ non sia garantita, il materiale sopravvissuto sott’acqua e poi recuperato sulla terraferma è generalmente in uno stato instabile e può essere preservato solo utilizzando processi di conservazione altamente specializzati. Mentre la struttura in legno della Mary Rose e i singoli manufatti sono stati sottoposti a interventi di conservazione sin dal loro recupero, Holland 1 fornisce un esempio di un relitto (metallico) relativamente recente per il quale è stata necessaria un'ampia conservazione per preservare lo scafo. Mentre lo scafo rimane intatto, i suoi macchinari rimangono inutilizzabili. Il motore della SS Xantho, recuperato nel 1985 da un ambiente salino dopo oltre un secolo sott'acqua, è attualmente considerato alquanto anomalo, in quanto dopo due decenni di trattamento può ora essere girato a mano.

## Siti sommersi

### Paesaggi preistorici
L'archeologia marittima studia oggetti e siti preistorici che, a causa dei cambiamenti climatici e geologici, sono ora sott'acqua.
Gli specchi d'acqua, dolci e salini, sono stati importanti fonti di cibo per le persone fin da quando esistiamo. Non dovrebbe sorprendere che gli antichi villaggi fossero situati in riva al mare. Dall’ultima era glaciale il livello del mare è aumentato fino a 400 piedi (120 m).
Pertanto, gran parte delle testimonianze dell’attività umana durante l’era glaciale si trovano ora sott’acqua.
L’inondazione dell’area oggi conosciuta come Mar Nero (quando un ponte di terra, dove ora si trova il Bosforo, crollò sotto la pressione dell’innalzamento dell’acqua nel Mar Mediterraneo) sommerse una grande quantità di attività umane che si erano raccolte attorno a quello che era stato un enorme lago d'acqua dolce.
Importanti siti di arte rupestre al largo delle coste dell'Europa occidentale come la Grotta Cosquer possono essere raggiunti solo tramite immersioni, perché gli ingressi delle grotte sono sott'acqua, sebbene le parti superiori delle grotte stesse non siano allagate.

### Siti storici
Nel corso della storia, gli eventi sismici hanno talvolta causato la sommersione degli insediamenti umani. Come per i naufragi, la ricerca archeologica può seguire molteplici temi, comprese le prove della catastrofe finale, le strutture e il paesaggio prima della catastrofe e la cultura e l'economia di cui facevano parte. A differenza del naufragio di una nave, la distruzione di una città a causa di un evento sismico può avvenire nell'arco di molti anni e potrebbero esserci prove di diverse fasi di danno, a volte anche con tentativi di ricostruzione.

## Immersioni archeologiche

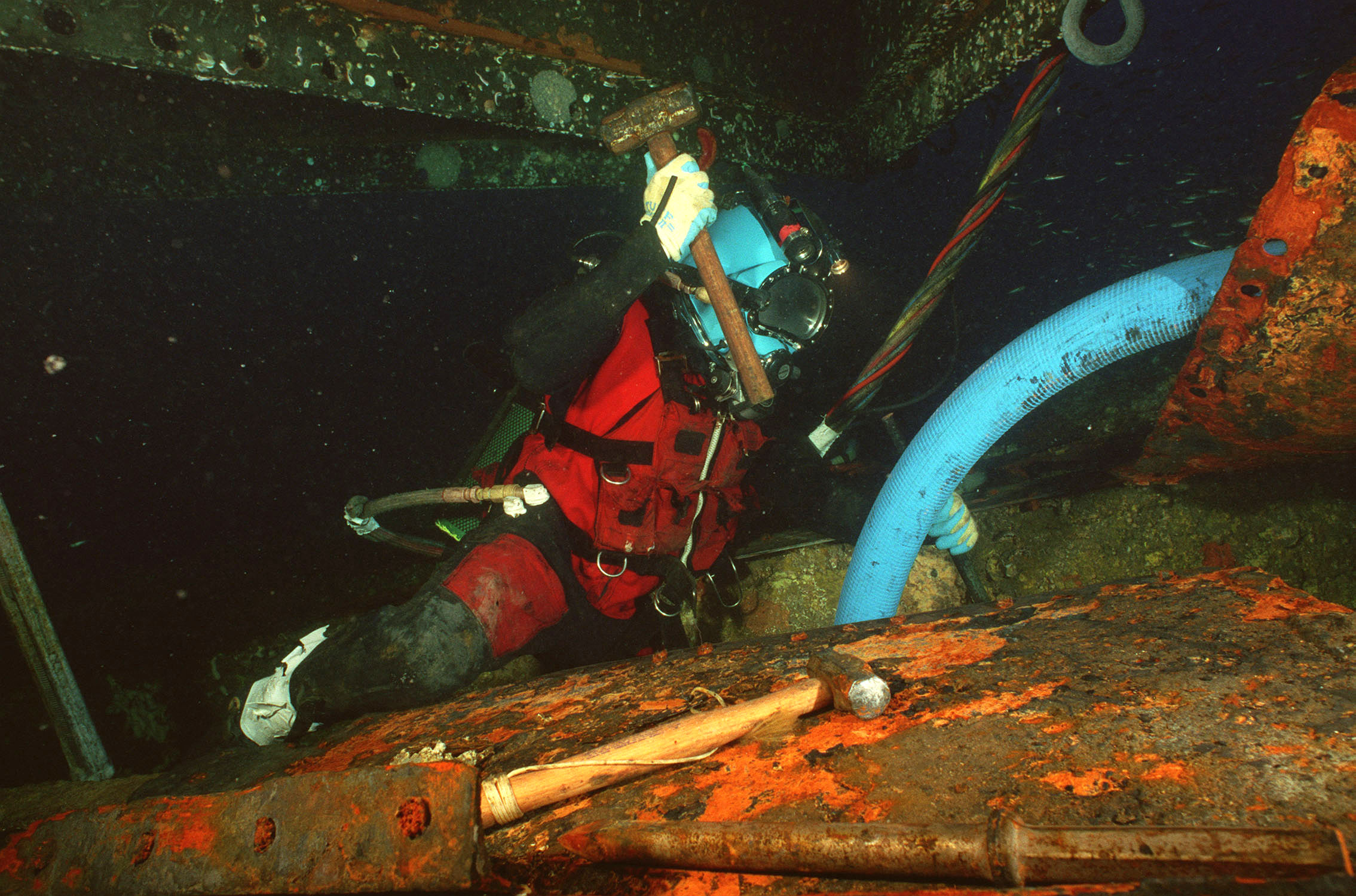
Subacqueo in saturazione che lavora sul relitto della USS Monitor a 70 m (230 piedi) di profondità.

L'immersione archeologica è un tipo di immersione scientifica utilizzata come metodo di indagine e scavo nell'archeologia subacquea. Il primo utilizzo conosciuto del metodo risale al 1446, quando Leon Battista Alberti esplorò e tentò di sollevare le navi dell'imperatore Caligola nel Lago di Nemi, in Italia. Solo pochi decenni dopo, nel 1535, lo stesso sito vide il primo utilizzo di un sofisticato autorespiratore per scopi archeologici, quando Guglielmo de Lorena e Frances de Marchi utilizzarono una prima campana subacquea per esplorare e recuperare materiale dal lago, anche se hanno deciso di mantenere segreto il progetto dell'esatto meccanismo. I tre secoli successivi videro la graduale estensione del tempo di immersione attraverso l'uso di campane e botti sommerse riempite d'aria. Nel 19º secolo fu sviluppato l'equipaggiamento standard per l'immersione con casco in rame, che consentiva ai subacquei di rimanere sott'acqua per lunghi periodi attraverso una fornitura d'aria costante pompata dalla superficie attraverso un tubo. Tuttavia, l'utilizzo diffuso dell'attrezzatura subacquea per scopi archeologici dovette attendere fino al XX secolo, quando gli archeologi iniziarono ad apprezzare la ricchezza di materiale che si poteva trovare sott'acqua. Questo secolo vide anche ulteriori progressi nella tecnologia, il più importante dei quali fu l'invenzione dell'autorespiratore da parte di Émile Gagnan e Jacques-Yves Cousteau, l'ultimo dei quali utilizzò la tecnologia per gli scavi subacquei nel 1948. Gli archeologi moderni ne usano due tipi di attrezzatura per fornire gas respirabile sott'acqua: autorespiratore subacqueo (SCUBA), che consente una maggiore mobilità ma limita il tempo che il subacqueo può trascorrere in acqua, e attrezzatura subacquea fornita di superficie (SSDE o SSBA), che è più sicuro ma più costoso, e l'attrezzatura per la compagnia aerea, o l'equipaggio narghilè subacqueo, una forma base di attrezzatura fornita in superficie con applicazioni a profondità limitata. Sono state utilizzate sia immersioni a circuito aperto che il rebreather, a seconda di quale sia più adatta al sito.

### Attrezzature e procedure
- Fissazione della posizione del dato del sito. Storicamente sono stati utilizzati vari metodi, ma il DGPS è relativamente accurato e disponibile.
- Rilievo e mappatura del sito e registrazione del posizionamento degli artefatti rispetto a un dato. Questo può essere fatto manualmente o con l'ausilio di sonar multiraggio e fotogrammetria ad alta risoluzione
- Scavo:
  - Scavo manuale
  - Utilizzo di draga aspirante airlift (un dispositivo basato su un tubo per aspirare piccoli oggetti, sabbia e fango dal fondo del mare e per trasportare i detriti risultanti verso l'alto e lontano dalla fonte)[26].
  - Draghe aspiranti a motore idraulico per la rimozione del limo sollevato mediante ventola, da depositare sottocorrente[25].
  - I soffiatori di limo e sabbia possono essere utili se la corrente rimuove il materiale sollevato prima che si depositi, ma devono essere usati con discrezione poiché gli artefatti potrebbero essere trascinati nel flusso se è troppo forte.
- Registrazione
- Recupero e conservazione dei manufatti.

Sviluppi relativamente recenti, principalmente per circostanze particolari:
- Le registrazioni video "in prima persona" dal punto di vista di ciascun subacqueo mantengono una registrazione continua del lavoro svolto.[25]
- Fotogrammetria giornaliera per registrare in dettaglio lo stato del sito, la stratigrafia e per la pianificazione delle immersioni[25].
- Telecamere a 360°[25]
- Diving rebreather (apparecchiature di respirazione che riutilizzano il gas che il sub espira; ne riciclano la parte buona e la ricostituiscono in modo che il sub lo possa respirare nuovamente)[25][27]
- Immersioni in saturazione (immersioni per periodi sufficientemente lunghi da riportare tutti i tessuti in equilibrio con le pressioni parziali dei componenti inerti del gas respiratorio utilizzato)[28]
- Atmospheric Diving Suit[29]

### Profondità dei siti
La profondità dei siti può variare nell'ambito della profondità dell'oceano, ma la maggior parte dei siti accessibili alle immersioni sono relativamente poco profondi.
Il relitto di una nave fenicia al largo delle coste di Malta, a una profondità di circa 110 metri (360 piedi), è stato parzialmente scavato da subacquei utilizzando apparecchiature rebreather, utilizzando tecniche sviluppate allo scopo di sfruttare nel modo più efficace il tempo sul posto, che era limitato a 3 turni di 12 minuti ciascuno al giorno in loco. Il sito del relitto della USS Monitor si trova vicino a Capo Hatteras a 230 piedi (70 m) di profondità alle coordinate 35°0′6″N 75°24′23″O. Quando ci si rese conto che il recupero dell'intera nave non era economicamente fattibile, i subacquei in saturazione iniziarono il lavoro per recuperare l'elica, il motore e la torretta.
L'Exosuit, una muta atmosferica relativamente leggera e a bassa potenza destinata alla ricerca marina.

## Costiero e litorale
Non tutti i siti marittimi sono sott'acqua. Numerose sono le strutture ai margini della terra e dell'acqua che testimoniano le società umane del passato. Alcuni sono appositamente creati per l'accesso, come ponti e passerelle. Altre strutture rimangono dallo sfruttamento delle risorse, come dighe e trappole per pesci. I resti nautici includono i primi porti e i luoghi in cui le navi venivano costruite o riparate. Alla fine della loro vita, le navi venivano spesso arenate. Il legname pregiato o di facile accesso è stato spesso recuperato lasciando solo pochi telai e fasciame del fondo.
Oggi si possono trovare siti archeologici anche sulla battigia, che al momento della loro costruzione si trovavano sulla terraferma. Un esempio di tale sito è Seahenge, un circolo di legname dell'età del bronzo.

## Archeologia marittima per regione

### Pacifico

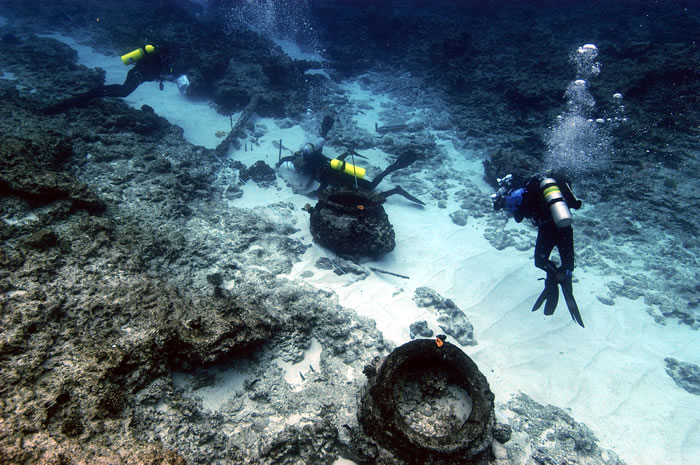
I subacquei hanno esplorato il sito di un relitto nell'atollo di Pearl e Hermes.

Un esempio di archeologia marittima nell'Oceano Pacifico è la scoperta del relitto della Two Brothers, scoperto nel 2008 da un team di archeologi marini che lavoravano ad una spedizione per la National Oceanic and Atmospheric Administration (NOAA). L'identità della nave non fu immediatamente nota per questo fu chiamata "Shark Island Whaler". L'identificazione della nave come Two Brothers è stata annunciata dalla NOAA l'11 febbraio 2011, il 188º anniversario del suo affondamento. Il relitto è la prima scoperta di una nave baleniera di Nantucket naufragata.
Nove navi commerciali storiche che trasportavano ceramiche risalenti al X secolo fino al XIX secolo furono ritrovate dal team dell'ingegnere svedese Sten Sjöstrand nel Mar Cinese Meridionale.
- Royal Nanhai (circa 1460), ritrovato nel 1995
- Nanyang (circa 1380), ritrovato nel 1995
- Xuande (circa 1540), ritrovato nel 1995
- Longquan (circa 1400), ritrovato nel 1996
- Turiang (circa 1370), ritrovato nel 1996
- Singtai (circa 1550), ritrovato nel 1998
- Desaru (circa 1830), ritrovato nel 2001
- Tanjong Simpang (960-1127 d.C.), ritrovato nel 2001
- Wanli (inizio XVII secolo), ritrovato nel 2003

### Area mediterranea
Nell'area del Mediterraneo, gli archeologi marittimi hanno indagato su diverse culture antiche. Notevoli naufragi della prima età del ferro includono due navi fenicie del 750 a.C. circa che affondarono al largo di Gaza con carichi di vino in anfore. L'equipaggio del sottomarino di ricerca in immersione profonda NR-1 della Marina americana ha scoperto i siti nel 1997. Nel 1999 un team guidato da Robert Ballard e il professore di archeologia dell'Università Harvard Lawrence Stager ha indagato sui relitti.
Sono state condotte ricerche approfondite sulle coste mediterranee ed egee della Turchia. Sono stati eseguiti scavi completi su diversi relitti dei periodi classico, ellenistico, bizantino e ottomano.
Oltre a numerosi ritrovamenti in mare, sono stati esaminati anche alcuni relitti nei laghi. Le più notevoli sono le chiatte da diporto di Caligola nel Lago di Nemi, in Italia. Le navi di Nemi e altri luoghi di naufragio restituiscono occasionalmente oggetti di valore artistico. Ad esempio, il relitto di Anticitera conteneva un'incredibile collezione di statue in marmo e bronzo, tra cui la Gioventù di Anticitera. Scoperta nel 1900 dai pescatori di spugne greci, la nave probabilmente affondò nel I secolo a.C. e potrebbe essere stata inviata dal generale romano Lucio Cornelio Silla per riportare il bottino a Roma. I pescatori recuperarono dal relitto anche la famosa macchina di Anticitera, ritenuta un calcolatore astronomico. Ulteriori esempi di opere d'arte recuperate dal fondale marino sono i due "bronzi" rinvenuti a Riace (Calabria). Nei casi di Anticitera e Riace, invece, i reperti sono stati recuperati senza il coinvolgimento diretto degli archeologi marittimi.

### Australia
L'archeologia marittima in Australia iniziò negli anni '70 con gli studi di Jeremy Green in seguito alle preoccupazioni espresse da accademici e politici per la dilagante distruzione delle navi olandesi e britanniche dell'India orientale perse sulla costa occidentale. Quando la legislazione del Commonwealth fu emanata e applicata dopo il 1976 e quando gli Stati emanarono la propria legislazione, la sotto-disciplina si diffuse in tutta l'Australia concentrandosi inizialmente sui naufragi a causa dei finanziamenti continui sia degli Stati che del Commonwealth nell'ambito della loro legislazione sui naufragi. Gli studi ora includono come elemento dell'archeologia subacquea, nel suo complesso, lo studio dei siti indigeni sommersi. Nella regione viene praticata anche l'archeologia nautica (lo studio specializzato sulla costruzione di imbarcazioni e navi). Spesso i siti o le reliquie studiate in Australia (come nel resto del mondo) non sono sommerse. Nella regione viene praticato anche lo studio degli aerei storici sommersi, meglio conosciuto come una sotto-disciplina dell'archeologia aeronautica, l'archeologia aeronautica subacquea. In alcuni stati l'archeologia marittima e subacquea è praticata all'interno dei musei e in altri presso le unità di gestione del patrimonio culturale, e tutti i professionisti operano sotto l'egida dell'Australasian Institute for Maritime Archaeology (AIMA).